# FC Winterthur/Saison 2011/12
Dieser Artikel hat den FC Winterthur in der Saison 2011/12 zum Thema. Der FC Winterthur (FCW) erreichte in dieser Saison nach einem schlechten ersten Meisterschaftsdrittel in der Challenge League den 4. Platz und konnte so schliesslich trotz Ligaverkleinerung die Klasse halten. Im Schweizer Cup schieden die Winterthurer im Halbfinal gegen den späteren Cupsieger FC Basel aus.

## Saisonverlauf

### Vorbereitung
Bereits zum Trainingsstart am 14. Juni waren die Abgänge von Matteus Senkal, Nico Thüring und des Routiniers Rainer Bieli bekannt, die alle keine neuen Verträge mehr erhielten. Als erstes wurde als Ersatz von Bieli Altin Osmani verpflichtet, der letzte Saison als Leihgabe des FC Basel beim FC Wohlen sechs Tore für sich verbuchen konnte – der FCW übernahm diesen nun nach Ablauf seines Vertrags in Basel. Ebenfalls übernommen mit einem Zweijahresvertrag vom FC Basel wurde Dominik Ritter, der zuvor bereits mit einem Leihvertrag beim FCW gespielt hatte. Weitere während der Vorbereitungen bekannt gewordene Abgänge waren jene von Denis Simijonovic, der wie bereits andere Spieler vor ihm zu GC wechselte, und von Lekaj, der nach Wil wechselte. Jedoch scheiterten gleich zwei geplante Abgänge ins Ausland: jener von Ermir Lenjani zum zweitklassigen türkischen Verein Elazığspor, der die Ablösesumme nicht zahlen konnte, und jener von Luca Radice zum schottischen Premier-League-Verein FC St. Mirren, dessen Transfer ebenfalls nicht zustande kam, sodass Radice, aus Schottland zurückgekommen, ab September ebenfalls wieder im Kader der Winterthurer stand. Als Rückkehrer auf die Schützenwiese wurde Isuf Llumnica verpflichtet. Weitere Neuverpflichtungen vor Saisonstart waren jene des Defensivspielers Sawwas Exouzidis, dessen letzter Verein Diagoras Rhodos die Löhne nicht mehr zahlte, sowie von Offensivspieler Biscotte, dessen physische Verfassung nach einer Verletzungspause jedoch noch fraglich war.
Die Testspielbilanz des FCW war zu Saisonbeginn nicht allzu aussagekräftig, der FCW verlor Spiele gegen den Super-League-Verein FC Luzern (0:2) sowie gegen die beiden Erstligisten FC Schaffhausen (1:3) und YF Juventus Zürich (1:2) und gewann das Blitzturnier in Uster sowie Spiele gegen die zweite Mannschaft des VfB Stuttgart und gegen eine brasilianische Auswahlmannschaft.

### Hinrunde
Das Saisonziel für die neue Saison war für den FC Winterthur aufgrund der speziellen Ausgangslage der Saison 2011/12 bereits automatisch gegeben: Der 13. Platz der letzten Saison würde dem FCW in der neuen Saison aufgrund der Ligareduktion auf nur noch zehn Mannschaften nicht mehr für den Klassenerhalt reichen. Trainer Boro Kuzmanovic selbst sah sich jedoch während der Vorbereitung bezüglich einer grundlegenden Erneuerung der Mannschaft nicht unter Zugzwang, da die Mannschaft im Vergleich zur letzten Saison gemäss Kuzmanovic «unter ihrem potenziellen Niveau» gespielt hatte und er von denen überzeugt war, die da sind. Dadurch startete der FCW mit einer nicht grundlegend veränderten Mannschaft in die neue Saison.
Der FCW startete dann auch eher verhalten in die neue Saison. In den ersten drei Spielen gegen die drei nominell eher stärkeren Gegner aus Aarau, Vaduz und St. Gallen konnten sich die Winterthurer lediglich einen Punkt sichern und rangierten damit auf einem Abstiegsplatz. Danach konnten sie sich zwar mit sechs Punkten in drei Spielen gegen die schwächeren Teams aus Carouge, Kriens und Wohlen teilweise fangen, holten jedoch gemäss Trainer Boro Kuzmanovic trotzdem drei Punkte «zu wenig». Während der darauf folgenden Nationalmannschaftspause spielte der FCW ein erstes Mal ein Freundschaftsspiel gegen den Hamburger Kultverein FC St. Pauli (0:3), das 6500 Zuschauer auf die Schützenwiese lockte. Nach weiteren drei Niederlagen in Folge und einem Remis lag das Team von Trainer Kuzmanovic auf dem 15. Platz, jedoch in der dicht gedrängten unteren Tabellenhälfte der Challenge League nur drei Punkte hinter dem damals Zehntplatzierten FC Vaduz und sechs Punkte hinter dem sechstplatzierten FC Wohlen. Angesichts der abstiegsgefährdenden Situation in Winterthur wurde auch die Trainerfrage wieder aktiv diskutiert, vor der dritten Niederlage in Folge gegen Bellinzona spekulierte Der Landbote, ob dies nun die letzte Fahrt mit Kuzmanovic sei. Insbesondere die schlechte Heimbilanz drückte auch die Zuschauerzahlen, so kamen zum 0:0 gegen Chiasso, das den FCW auf den 15. und zweitletzten Platz rutschen liess, nur noch 1'400 Zuschauer auf die Schützenwiese. Kuzmanovic konnte sich jedoch trotz heftiger Kritik im Amt halten, Präsident Hannes W. Keller hielt unter anderem auch darum an Kuzmanovic fest, da sich die Spieler gegenüber ihm hinter ihren Trainer stellten.
Die Kehrtwende von der Negativserie schaffte der FCW schliesslich mit einem 5:0-Sieg im Paul-Grüninger-Stadion gegen den bisher sieglosen Tabellenletzten SC Brühl. Diesen Sieg konnte er danach auch gegen Nyon auswärts bestätigen. Zwar verfehlte es der FCW danach mit einem 0:0 gegen den FC Locarno, den ersten Heimsieg der Saison in der Meisterschaft einzufahren, jedoch konnte er wenige Tage danach im Cup-Achtelfinal gegen den BSC Young Boys brillieren, indem er den Super-League-Verein im Penaltyschiessen aus dem Cup warf. Cup-Held wurde dabei Christian Leite, der im Winterthurer Tor drei Elfmeter hielt. Nach einem weiteren Unentschieden zuhause gegen Delémont und einem Auswärtssieg in Biel beendete der FCW, der sich zuletzt gefangen hatte, die Hinrunde auf dem 10. Platz. Zum Ende der Hinrunde bilanzierte der Landbote, dass der FCW im dritten Halbjahr hintereinander nicht erreicht habe, was er sich vorgenommen habe. Auffällig war insbesondere die magere Heimbilanz des FCW, der sich lediglich drei seiner 19 Punkte auf der Schützenwiese erspielte, jedoch in der Auswärtsrangliste Zweiter mit nur einem Punkt weniger als der FC St. Gallen wurde. Kuzmanovic äusserte sich diesbezüglich, dass ihm diese «unglaubliche Heimbilanz» ein Rätsel sei. In der Einzelkritik des Landboten kam insbesondere Torhüter Christian Leite mit einer Schulnote von 5,5 gut weg, der «vom Sorgenkind zum sicheren Wert» geworden sei, und auch Neuzugang Exouzidis erhielt mit 5 eine gute Note. Am anderen Ende der Skala fanden sich, wohl auch als Ausdruck der schlechten Hinrunde, mit Dominik Ritter, Isuf Llumnica, Luca Radice und Altin Osmani gleich vier Spieler mit einer klar ungenügende Note (3), und auch Stürmer Goran Antic erhielt mit nur einem Treffer in der Hinrunde lediglich eine Note von 3–4.

### Rückrunde
Zum Trainingsstart trainierte auch Kris Kuzmanovic wieder in der 1. Mannschaft mit, nachdem er in der Hinrunde von seinem Vater aus der 1. Mannschaft verbannt worden war. Ausserdem konnte abseits des Fussballplatzes vermeldet werden, dass Alain Sutter sein Mandat als sportlicher Berater des Präsidenten niedergelegt habe. Zum Auftakt gewann der FCW zum zweiten Mal nach 2006 die siebte Austragung der Hallenmasters in der Eishalle Deutweg mit einem 4:2-Finalsieg gegen GC. Weiter galt zu vermelden, dass Luis Frangão nach fünfeinhalb Jahren beim FCW und vielen wiederholten Verletzungspausen seine Karriere im Spitzenfussball beendete. Dafür kehrte Mittelfeldspieler Remo Freuler nach eineinhalb Jahren von den Grasshoppers, wo er bei den Planungen von Trainer Ciriaco Sforza keine Rolle mehr spielte, auf die Schützenwiese zurück. Auch Patrick Bengondo, der bereits im November zum dritten Mal auf die Schützenwiese zurückkehrte, unterschrieb einen neuen Vertrag in Winterthur. Die Testspielbilanz des FCW jenseits des Hallenmasters fiel auch nicht schlecht aus, gegen nominell bessere Gegner wie den FC Zürich und FC St. Gallen konnte er zwei Unentschieden erspielen, und bei Testspielen gegen den SC Freiburg sowie 1860 München resultierten lediglich knappe 1:2-Niederlagen. Siege schauten gegen den Regionalligisten SC Pfullendorf (4:0) und den Erstligisten FC Schaffhausen (4:2) heraus.

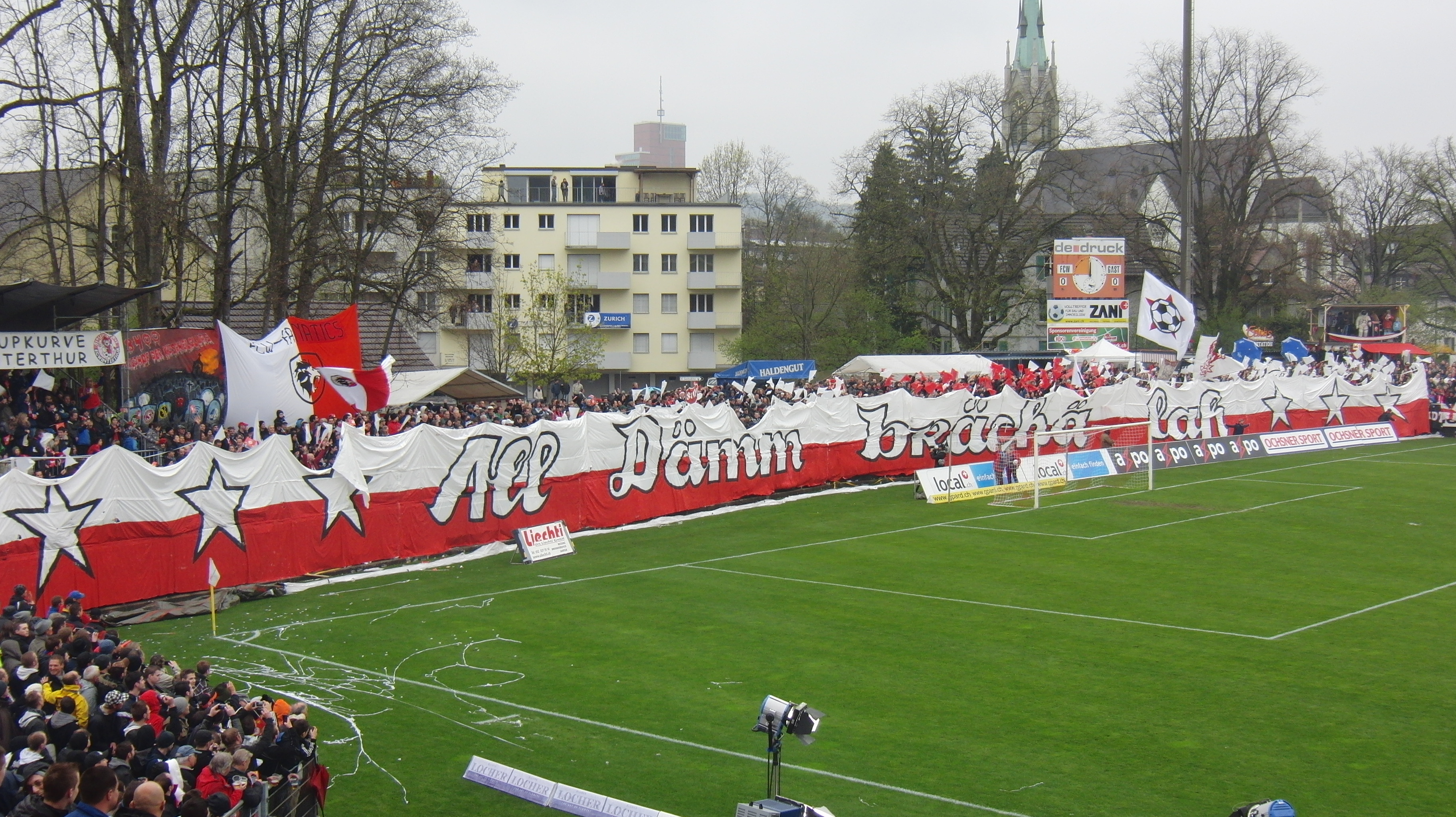
Die Choreo der Winterthurer Bierkurve im Cup-Halbfinal nahm Bezug auf den Bandenbruch im Viertelfinal

Die Ausgangslage zu Beginn der Rückrunde hatte sich insofern geändert, als durch den Zwangsabstieg von Neuchâtel Xamax auch der Elftplatzierte die Liga halten konnte. Der Landbote attestierte dem FC Winterthur eine gute Vorbereitung, in der er die defensive Stabilität der letzten Spiele der Rückrunde habe bestätigen können. Der FCW bot in der Folge auch eine ungleich bessere Rückrunde, die nicht mehr mit der Vorrunde zu vergleichen war: Aus den ersten fünf Spielen resultierten vier Siege und ein Unentschieden – darunter ein 1:0-Heimsieg gegen den Tabellenzweiten AC Bellinzona. Im dann folgenden Cup-Viertelfinal konnten die Löwen den Leader der Challenge League, den FC St. Gallen, wie bereits den BSC Young Boys im Elfmeterschiessen aus dem Cup werfen und wurden dafür mit dem Halbfinaleinzug belohnt. In Erinnerung bleibt den Fans dabei sicher auch der Torjubel nach dem 2:2-Ausgleich Bengondos in der 82. Minute, bei dem in der Bierkurve eine Bande brach und die Fans auf das Spielfeld stürzten. Am 24. März musste der FCW gegen den FC Aarau durch einen Penalty in der Nachspielzeit die einzige Niederlage in der Rückrunde hinnehmen. Während es in der Meisterschaft gut lief und Winterthur als Fünftplatzierter bereits nicht mehr abstiegsgefährdet war, kam es im Schweizer Cup am 15. April zum Showdown zuhause gegen den FC Basel. Die Winterthurer verpassten den Finaleinzug mit einem 1:2, hatten jedoch bereits in der ersten Halbzeit nach einem klar rotwürdigen Torhüterfoul einen ausgebliebenen Penaltypfiff von Schiedsrichter Alain Bieri zu beklagen – Kris Kuzmanovic konnte alleine vor Yann Sommer den Ball am Torhüter vorbeilegen und wurde danach vom Torhüter zu Fall gebracht. Selbst der Basler Goalie Yann Sommer gab dies nach dem Spiel unumwunden zu: «Ich stand ganz schön im Schilf. Wenn der Referee gepfiffen und mich vom Feld gestellt hätte, wäre wohl wenig einzuwenden gewesen.» Warum Bieri nicht pfiff, sollte gemäss der SRF-Sportsendung Sportpanorama wohl sein Geheimnis bleiben – und Winterthur verpasste den Finaleinzug.
Die Saison beendete Winterthur schliesslich mit 53 Punkten auf dem 4. Tabellenplatz – sechs Punkte hinter Aarau und Bellinzona, wobei der FC Aarau dank dem besseren Torverhältnis die Barrage bestreiten durfte. Für den Landboten konnten die Winterthurer die beste Bilanz seit Jahren ziehen, sie waren, nach miserablen Start von Anfang Oktober her gemessen, die beste Mannschaft der Challenge League, und Trainer Kuzmanovic attestierte seiner Mannschaft in der Rückrunde Super-League-Niveau. In der obligaten Einzelkritik des Landboten wurde Torhüter Christian Leite die Bestnote 6 verliehen, und Sawwas Exouzidis sowie Patrick Bengondo bekamen mit einer 5,5 ebenfalls eine sehr gute Note. Mit einer ungenügenden Note von 3,5 musste sich lediglich Altin Osmani begnügen.

## Kader Saison 2011/12
Kader, basierend auf Angaben von transfermarkt.ch, abgerufen am 3. Dezember 2018
| Nummer     | Spieler                | Geburtstag         | Nationalität                 | Im Team seit | Letzter Verein                                  |     |     |
| Tor        | Tor                    | Tor                | Tor                          | Tor          | Tor                                             | Tor | Tor |
| ---------- | ---------------------- | ------------------ | ---------------------------- | ------------ | ----------------------------------------------- | --- | --- |
| 1          | Christian Leite        | 9. November 1985   | Brasilien                    | 2010         | FC Gossau                                       |     |     |
| 18         | Vaso Vasić             | 26. April 1990     | Serbien                      | 2008         | Grasshopper Club Zürich U21                     |     |     |
| 28         | Sascha Studer          | 3. September 1991  | Schweiz                      | 2012         | FC Aarau                                        |     |     |
| 32         | Marko Vasilj           | 6. Mai 1991        | Kroatien                     | 2009         | eigene Jugend                                   |     |     |
| Abwehr     |                        |                    |                              |              |                                                 |     |     |
| 2          | Sawwas Exouzidis       | 4. Dezember 1981   | Griechenland                 | 2011         | Diagoras GS Rodos (GRE)                         |     |     |
| 3          | Nick von Niederhäusern | 28. September 1989 | Schweiz                      | 2007         | eigene Jugend                                   |     |     |
| 5          | Stefan Iten            | 5. Februar 1985    | Schweiz                      | 2009         | FC Vaduz                                        |     |     |
| 6          | Daniel Sereinig        | 10. Mai 1982       | Schweiz                      | 2010         | SC Freiburg (GER)                               |     |     |
| 13         | Ermir Lenjani          | 5. August 1989     | Schweiz                      | 2011         | Grasshopper Club Zürich                         |     |     |
| 21         | Raymond Tinner         | 16. April 1991     | Schweiz                      | 2010         | eigene Jugend                                   |     |     |
| Mittelfeld |                        |                    |                              |              |                                                 |     |     |
| 4          | Luca Zuffi             | 27. März 1990      | Schweiz                      | 2007         | eigene Jugend                                   |     |     |
| 7          | Kristian Kuzmanovic    | 6. Mai 1988        | Niederlande                  | 2008         | eigene Jugend                                   |     |     |
| 9          | Isuf Llumnica          | 16. Februar 1984   | Kosovo                       | 2011         | FC Prishtina                                    |     |     |
| 11         | Michel Sprunger        | 30. April 1985     | Italien                      | 2008         | Concordia Basel                                 |     |     |
| 14         | Sven Lüscher           | 5. März 1984       | Schweiz                      | 2009         | BSC Young Boys                                  |     |     |
| 15         | Patrik Schuler         | 14. März 1990      | Schweiz                      | 2009         | eigene Jugend                                   |     |     |
| 17         | Dominik Ritter         | 23. Juni 1989      | Schweiz                      | 2010         | FC Basel (zuletzt ausgeliehen an den FC Wohlen) |     |     |
| 19         | Josip Uzelac           | 24. Oktober 1990   | Schweiz                      | 2010         | eigene Jugend                                   |     |     |
| 20         | Luca Russheim          | 10. Mai 1991       | Schweiz                      | 2012         | eigene Jugend                                   |     |     |
| 22         | Luis Frangão           | 6. August 1985     | Schweiz                      | 2006         | YF Juventus Zürich                              |     |     |
| 24         | Luca Radice            | 9. April 1987      | Italien                      | 2006         | Inter Club Zurigo                               |     |     |
| 26         | Kevin Hediger          | 23. Oktober 1993   | Schweiz                      | 2011         | eigene Jugend                                   |     |     |
| 29         | Remo Freuler           | 15. April 1992     | Schweiz                      | 2012         | Grasshopper Club Zürich                         |     |     |
| Angriff    |                        |                    |                              |              |                                                 |     |     |
| 8          | Altin Osmani           | 2. Dezember 1989   | Bosnien und Herzegowina      | 2011         | FC Basel (zuletzt ausgeliehen an den FC Wohlen) |     |     |
| 10         | Goran Antic            | 4. Juli 1985       | Schweiz                      | 2009         | FC Aarau                                        |     |     |
| 16         | Mbala Mbuta Biscotte   | 7. April 1985      | Demokratische Republik Kongo | 2011         | FC Schaffhausen                                 |     |     |
| 25         | Murat Ural             | 5. Juli 1987       | Schweiz                      | 2011         | FC St. Gallen                                   |     |     |
| 27         | Newton Ben Katanha     | 3. Februar 1983    | Simbabwe                     | 2010         | FC Wettswil-Bonstetten                          |     |     |
| 30         | Patrick Bengondo       | 27. September 1981 | Schweiz                      | 2011         | FC Winterthur                                   |     |     |

## Transfers
Transfers, basierend auf Angaben von transfermarkt.ch, abgerufen am 4. Dezember 2018
| Zugänge              | Zugänge                              | Zugänge                  | Zugänge         |
| Name                 | abgebender Verein                    | Transferart              | Transferperiode |
| -------------------- | ------------------------------------ | ------------------------ | --------------- |
| Amir Abrashi         | Neuchâtel Xamax FCS                  | Leihende (Grasshoppers)  | Sommer 2011     |
| Patrick Bengondo     | vereinslos (zuletzt FC Aarau)        | ablösefrei               | Sommer 2011     |
| Savvas Exouzidis     | vereinslos (zuletzt Diagoras Rhodos) | ablösefrei               | Sommer 2011     |
| Isuf Llumnica        | FC Prishtina                         | ?                        | Sommer 2011     |
| Mbala Mbuta Biscotte | FC Schaffhausen                      | ablösefrei               | Sommer 2011     |
| Altin Osmani         | FC Basel U-21                        | ablösefrei               | Sommer 2011     |
| Dominik Ritter       | FC Basel (zuletzt FC Wohlen)         | ablösefrei nach Leihende | Sommer 2011     |
| Sascha Studer        | FC Aarau                             | Leihe                    | Sommer 2011     |
| Murat Ural           | FC St. Gallen                        | ablösefrei nach Leihende | Sommer 2011     |
| Remo Freuler         | Grasshopper Club Zürich              | Leihe                    | Winter 2012     |
| Abgänge              |                                      |                          |                 |
| Name                 | aufnehmender Verein                  | Transferart              | Transferperiode |
| Amir Abrashi         | Grasshopper Club Zürich              | Transfer nach Leihende   | Sommer 2011     |
| Rainer Bieli         | FC Baden                             | ablösefrei               | Sommer 2011     |
| Vilson Doda          | FC Tuggen                            | ablösefrei               | Sommer 2011     |
| Nico Thüring         | BSC Old Boys                         | ablösefrei               | Sommer 2011     |
| Matteus Senkel       | FC Chiasso                           | ?                        | Sommer 2011     |
| Granit Lekaj         | FC Wil                               | ?                        | Sommer 2011     |
| Denis Simijonovic    | Grasshopper Club Zürich              | Leihe                    | Sommer 2011     |
| Fabio Serafini       | vereinslos                           | ablösefrei               | Sommer 2011     |
| Dominik Ritter       | FC Basel                             | Leihende                 | Sommer 2011     |
| Luis Frangão         | FC Uster                             | ablösefrei               | Winter 2012     |
| Vaso Vasić           | SC YF Juventus                       | ablösefrei               | Winter 2012     |
| Murat Ural           | FC Schaffhausen                      | Leihe                    | Winter 2012     |

## Resultate

### Challenge League

#### Hinrunde
| 23. Juli, 18:00 Uhr 1. Runde | FC Winterthur                      | 1:2            | FC Aarau                                         | Stadion Schützenwiese, Winterthur Zuschauer: 2'800 Schiedsrichter: Erlachner |
| 23. Juli, 18:00 Uhr 1. Runde | Antic 40′ Katanha 56′ Llumnica 78′ | Spieltelegramm | 33′ Dabo 34′ 85′ Schultz 36′ Burki 43′ 62′ Gashi | Stadion Schützenwiese, Winterthur Zuschauer: 2'800 Schiedsrichter: Erlachner |

| 1. August 2011, 20:10 Uhr 2. Runde | FC Vaduz                                   | 2:2            | FC Winterthur                                         | Rheinpark Stadion, Vaduz Zuschauer: 761 Schiedsrichter: Gut |
| 1. August 2011, 20:10 Uhr 2. Runde | Baron 42′ Merenda 57′ Kienzl 74′ Jehle 83′ | Spieltelegramm | 65′ Von Niederhäusern 67′ Ben Katanha 90+4′ Exouzidis | Rheinpark Stadion, Vaduz Zuschauer: 761 Schiedsrichter: Gut |

| 6. August 2011, 18:00 Uhr 3. Runde | FC Winterthur          | 0:1            | FC St. Gallen                           | Stadion Schützenwiese, Winterthur Zuschauer: 6'000 Schiedsrichter: Huwiler |
| 6. August 2011, 18:00 Uhr 3. Runde | Ritter 32′ Lüscher 60′ | Spieltelegramm | 30′ Stocklasa 36′ Lehmann 60′ Regazzoni | Stadion Schützenwiese, Winterthur Zuschauer: 6'000 Schiedsrichter: Huwiler |

| 13. August 2011, 17:30 Uhr 4. Runde | SC Kriens                                | 0:1            | FC Winterthur                                                     | Stadion Kleinfeld, Kriens Zuschauer: 600 Schiedsrichter: Laperrière |
| 13. August 2011, 17:30 Uhr 4. Runde | Grasseler 28′ Tadic 33′ 58' Djuric 90+1′ | Spieltelegramm | 16′ Antic 62′ Von Niederhäusern 68′ Leite 85′ Lüscher 90+2′ Zuffi | Stadion Kleinfeld, Kriens Zuschauer: 600 Schiedsrichter: Laperrière |

| 22. August 2011, 20:10 Uhr 5. Runde | FC Winterthur   | 1:2            | FC Wohlen                           | Stadion Schützenwiese, Winterthur Zuschauer: 2'000 Schiedsrichter: Klossner |
| 22. August 2011, 20:10 Uhr 5. Runde | Ben Katanha 28′ | Spieltelegramm | 57′ Steuble 69′ Hodzic 90+4′ Romano | Stadion Schützenwiese, Winterthur Zuschauer: 2'000 Schiedsrichter: Klossner |

| 27. August 2011, 19:30 Uhr 6. Runde | Étoile Carouge            | 0:2            | FC Winterthur                                                                      | Stade de la Fontenette, Carouge Zuschauer: 494 Schiedsrichter: Gut |
| 27. August 2011, 19:30 Uhr 6. Runde | Pauchard 64′ Pedretti 73′ | Spieltelegramm | 25′ Sprunger 54′ 89′ Ben Katanha 81′ Antic 90+1′ Exouzidis 90+3′ Von Niederhäusern | Stade de la Fontenette, Carouge Zuschauer: 494 Schiedsrichter: Gut |

| 10. September 2011, 18:00 Uhr 7. Runde | FC Winterthur         | 1:2            | FC Lugano                               | Stadion Schützenwiese, Winterthur Zuschauer: 1'800 Schiedsrichter: Carrel |
| 10. September 2011, 18:00 Uhr 7. Runde | Lenjani 21′ Zuffi 90′ | Spieltelegramm | 23′ Senger 36′ Preisig 90+1′ Possanzini | Stadion Schützenwiese, Winterthur Zuschauer: 1'800 Schiedsrichter: Carrel |

| 24. September 2011, 18:00 Uhr 8. Runde | FC Winterthur                                                              | 1:4            | FC Wil                                                     | Stadion Schützenwiese, Winterthur Zuschauer: 1'800 Schiedsrichter: Gut |
| 24. September 2011, 18:00 Uhr 8. Runde | Frangão 16′ Ben Katanha 44′ Lenjani 55′ Iten 75′ Sprunger 75′ Sereinig 85′ | Spieltelegramm | 21′ 40′ 46′ Lombardi 59′ 81′ (Penalty) Cavusevic 83′ Busai | Stadion Schützenwiese, Winterthur Zuschauer: 1'800 Schiedsrichter: Gut |

| 3. Oktober 2011, 20:10 Uhr 9. Runde | AC Bellinzona                          | 2:0            | FC Winterthur                          | Stadio Comunale, Bellinzona Zuschauer: 2'500 Schiedsrichter: Jancevski |
| 3. Oktober 2011, 20:10 Uhr 9. Runde | D’Angelo 11′ Ciarrocchi 29′ Riedle 80′ | Spieltelegramm | 41′ Hediger 43′ Exouzidis 79′ Sereinig | Stadio Comunale, Bellinzona Zuschauer: 2'500 Schiedsrichter: Jancevski |

| 23. Oktober 2011, 14:30 Uhr 10. Runde | FC Winterthur                                     | 0:0            | FC Chiasso | Stadion Schützenwiese, Winterthur Zuschauer: 1'400 Schiedsrichter: Huwiler |
| 23. Oktober 2011, 14:30 Uhr 10. Runde | Sprunger 28′ Ben Katanha 36′ Iten 40′ Frangão 58′ | Spieltelegramm | 62′ Graf   | Stadion Schützenwiese, Winterthur Zuschauer: 1'400 Schiedsrichter: Huwiler |

| 29. Oktober 2011, 16:30 Uhr 11. Runde | SC Brühl St. Gallen                  | 0:5            | FC Winterthur                                                                       | Paul-Grüninger-Stadion, St. Gallen Zuschauer: 1'470 Schiedsrichter: San |
| 29. Oktober 2011, 16:30 Uhr 11. Runde | Zellweger 59′ Keller 75′ Knöpfel 82′ | Spieltelegramm | 14′ Exouzidis 50′ 63′ Lüscher 53′ 82′ Sprunger 58′ Radice 65′ Leite 86′ Ben Katanha | Paul-Grüninger-Stadion, St. Gallen Zuschauer: 1'470 Schiedsrichter: San |

| 5. November 2011, 17:30 Uhr 12. Runde | Stade Nyonnais                                             | 0:2            | FC Winterthur                                        | Centre sportif de Colovray, Nyon Zuschauer: 625 Schiedsrichter: Martínez Munuera |
| 5. November 2011, 17:30 Uhr 12. Runde | Ndzomo 1′ Domo 42′ Stadelmann 85′ Cavaglia 87′ Carrupt 89′ | Spieltelegramm | 2′ (Penalty) 42′ (Penalty) Lüscher 10′ 79' Exouzidis | Centre sportif de Colovray, Nyon Zuschauer: 625 Schiedsrichter: Martínez Munuera |

| 20. November 2011, 14:30 Uhr 13. Runde | FC Winterthur            | 0:0            | SR Delémont                                      | Stadion Schützenwiese, Winterthur Zuschauer: 1'600 Schiedsrichter: Hänni |
| 20. November 2011, 14:30 Uhr 13. Runde | Lüscher 40′ Sereinig 80′ | Spieltelegramm | 37′ Sirufo 61′ Chappuis 64′ Budimir 90+1′ Allali | Stadion Schützenwiese, Winterthur Zuschauer: 1'600 Schiedsrichter: Hänni |

| 5. Dezember 2011, 20:10 Uhr 14. Runde | FC Biel                  | 1:2            | FC Winterthur                         | Stadion Gurzelen, Biel Zuschauer: 798 Schiedsrichter: Darrel |
| 5. Dezember 2011, 20:10 Uhr 14. Runde | Sheholli 40′ Morello 73′ | Spieltelegramm | 7′ Sereinig 42′ 90′ Lenjani 54′ Zuffi | Stadion Gurzelen, Biel Zuschauer: 798 Schiedsrichter: Darrel |

| 13. November 2012, 14:30 Uhr 15. Runde | FC Winterthur                      | 0:0            | FC Locarno | Stadion Schützenwiese, Winterthur Zuschauer: 1'600 Schiedsrichter: Pache |
| 13. November 2012, 14:30 Uhr 15. Runde | Sprunger 70′ Lenjani 72′ Antic 82′ | Spieltelegramm |            | Stadion Schützenwiese, Winterthur Zuschauer: 1'600 Schiedsrichter: Pache |

#### Rückrunde
| 19. Februar 2012, 14:30 Uhr 16. Runde | FC Winterthur                                                                      | 2:1            | SC Brühl St. Gallen                                                  | Stadion Schützenwiese, Winterthur Zuschauer: 1'300 Schiedsrichter: Fähndrich |
| 19. Februar 2012, 14:30 Uhr 16. Runde | Lenjani 14′ Bengondo 26′ Von Niederhäusern 31′ Llumnica 60′ Sereinig 75′ Antic 77′ | Spieltelegramm | 33′ Sabanovic 42′ Van der Werff 42′ Hürlimann 51′ Hürlimann 57′ Böhi | Stadion Schützenwiese, Winterthur Zuschauer: 1'300 Schiedsrichter: Fähndrich |

| 27. Februar 2012, 20:10 Uhr 17. Runde | SR Delémont                                                         | 0:1            | FC Winterthur            | La Blancherie, Delémont Zuschauer: 410 Schiedsrichter: San |
| 27. Februar 2012, 20:10 Uhr 17. Runde | Buntschu 20′ Budimir 35′ Sirufo 45+1′ Chappuis 56′ Szlykowicz 90+2′ | Spieltelegramm | 9′ Sereinig 46′ Bengondo | La Blancherie, Delémont Zuschauer: 410 Schiedsrichter: San |

| 4. März 2012, 14:30 Uhr 18. Runde | FC Winterthur                                     | 4:1            | SC Kriens                             | Stadion Schützenwiese, Winterthur Zuschauer: 2'100 Schiedsrichter: Huwiler |
| 4. März 2012, 14:30 Uhr 18. Runde | Exouzidis 58′ Freuler 67′ 75′ Iten 69′ Osmani 74′ | Spieltelegramm | 57′ Imholz 70′ Fischer 88′ Morganella | Stadion Schützenwiese, Winterthur Zuschauer: 2'100 Schiedsrichter: Huwiler |

| 10. März 2012, 16:00 Uhr 19. Runde | FC Locarno                            | 1:1            | FC Winterthur  | Stadio Lido, Locarno Zuschauer: 920 Schiedsrichter: Jancevski |
| 10. März 2012, 16:00 Uhr 19. Runde | Paçarizi 2′ Carrara 52′ Sebastian 87′ | Spieltelegramm | 77′ Kuzmanovic | Stadio Lido, Locarno Zuschauer: 920 Schiedsrichter: Jancevski |

| 17. März 2012, 18:00 Uhr 20. Runde | FC Winterthur                       | 1:0            | AC Bellinzona               | Stadion Schützenwiese, Winterthur Zuschauer: 2'500 Schiedsrichter: Gremaud |
| 17. März 2012, 18:00 Uhr 20. Runde | Iten 18′ Exouzidis 45′ Sereinig 58′ | Spieltelegramm | 23′ Marchesano 45′ Schenkel | Stadion Schützenwiese, Winterthur Zuschauer: 2'500 Schiedsrichter: Gremaud |

| 24. März 2012, 17:30 Uhr 21. Runde | FC Aarau                  | 2:1            | FC Winterthur               | Stadion Brügglifeld, Suhr Zuschauer: 3'100 Schiedsrichter: Kever |
| 24. März 2012, 17:30 Uhr 21. Runde | Gashi 13′ 90+1′ (Penalty) | Spieltelegramm | 42′ Sereinig 62′ Kuzmanovic | Stadion Brügglifeld, Suhr Zuschauer: 3'100 Schiedsrichter: Kever |

| 2. April 2012, 20:10 Uhr 22. Runde | FC Winterthur                   | 2:0            | FC Vaduz                          | Stadion Schützenwiese, Winterthur Zuschauer: 2'900 Schiedsrichter: San |
| 2. April 2012, 20:10 Uhr 22. Runde | Sprunger 34′ Zuffi 47′ Iten 87′ | Spieltelegramm | 7′ Cvetinovic 43′ Bader 70′ Zanni | Stadion Schützenwiese, Winterthur Zuschauer: 2'900 Schiedsrichter: San |

| 5. April 2012, 19:45 Uhr 23. Runde | FC Chiasso             | 1:2            | FC Winterthur                                         | Stadio Comunale, Chiasso Zuschauer: 610 Schiedsrichter: Hänni |
| 5. April 2012, 19:45 Uhr 23. Runde | Gherardi 32′ Russo 72′ | Spieltelegramm | 32′ Exouzidis 34′ Bengondo 44′ Kuzmanovic 85′ Lüscher | Stadio Comunale, Chiasso Zuschauer: 610 Schiedsrichter: Hänni |

| 11. April 2012, 19:30 Uhr 24. Runde | FC Wohlen              | 2:3            | FC Winterthur                                                  | Stadion Niedermatten, Wohlen Zuschauer: 750 Schiedsrichter: Fähndrich |
| 11. April 2012, 19:30 Uhr 24. Runde | Bijelic 63′ Romano 73′ | Spieltelegramm | 15′ Iten 39′ Radice 71′ Antic 80′ 90+1′ Bengondo 90+2′ Freuler | Stadion Niedermatten, Wohlen Zuschauer: 750 Schiedsrichter: Fähndrich |

| 21. April 2012, 18:00 Uhr 25. Runde | FC Winterthur | 0:0            | Étoile Carouge        | Stadion Schützenwiese, Winterthur Zuschauer: 2'000 Schiedsrichter: Gut |
| 21. April 2012, 18:00 Uhr 25. Runde | Zuffi 71′     | Spieltelegramm | 29′ Mfuti 78′ Poceiro | Stadion Schützenwiese, Winterthur Zuschauer: 2'000 Schiedsrichter: Gut |

| 28. April 2012, 19:00 Uhr 26. Runde | FC St. Gallen                    | 1:1            | FC Winterthur                                     | AFG Arena, St. Gallen Zuschauer: 12'316 Schiedsrichter: Jancevski |
| 28. April 2012, 19:00 Uhr 26. Runde | Nushi 54′ Sutter 62′ Roduner 76′ | Spieltelegramm | 10′ Montandon 15′ Ritter 23′ Lüscher 66′ Bengondo | AFG Arena, St. Gallen Zuschauer: 12'316 Schiedsrichter: Jancevski |

| 7. Mai 2012, 20:10 Uhr 27. Runde | FC Wil          | 1:1            | FC Winterthur | IGP Arena, Wil Zuschauer: 1'350 Schiedsrichter: Schärer |
| 7. Mai 2012, 20:10 Uhr 27. Runde | Mijadinoski 15′ | Spieltelegramm | 72′ Antic     | IGP Arena, Wil Zuschauer: 1'350 Schiedsrichter: Schärer |

| 12. Mai 2012, 18:00 Uhr 28. Runde | FC Winterthur              | 2:1            | FC Biel               | Stadion Schützenwiese, Winterthur Zuschauer: 1'700 Schiedsrichter: Huwiler |
| 12. Mai 2012, 18:00 Uhr 28. Runde | Antic 10′ Bengondo 83′ 90′ | Spieltelegramm | 70′ Sallaj 86′ Dussin | Stadion Schützenwiese, Winterthur Zuschauer: 1'700 Schiedsrichter: Huwiler |

| 19. Mai 2012, 18:00 Uhr 29. Runde | FC Lugano                                            | 1:2            | FC Winterthur                             | Stadio Cornaredo, Lugano Zuschauer: 810 Schiedsrichter: Winter |
| 19. Mai 2012, 18:00 Uhr 29. Runde | Da Silva 38′ Witschi 80′ Pimenta 90+1′ Bonanni 90+2′ | Spieltelegramm | 30′ Sereinig 53′ Bengondo 90′ Ben Katanha | Stadio Cornaredo, Lugano Zuschauer: 810 Schiedsrichter: Winter |

| 23. Mai 2012, 20:15 Uhr 30. Runde | FC Winterthur                                                    | 2:1            | Stade Nyonnais                                       | Stadion Schützenwiese, Winterthur Zuschauer: 1'700 Schiedsrichter: Huwiler |
| 23. Mai 2012, 20:15 Uhr 30. Runde | Lenjani 20′ Exouzidis 31′ Antic 84′ Schuler 90+1′ Llumnica 90+3′ | Spieltelegramm | 53′ Chentouf 65′ De Pierro 75′ Cavaglia 88′ Besseyre | Stadion Schützenwiese, Winterthur Zuschauer: 1'700 Schiedsrichter: Huwiler |

### Schweizer Cup
| 18. September 2011, 16:00 Uhr 1. Runde | FC Baden | 0:1            | FC Winterthur | Stadion Esp, Baden Zuschauer: 800 Schiedsrichter: Baeriswyl |
| 18. September 2011, 16:00 Uhr 1. Runde | Makuka   | Spieltelegramm | 23′ Llumnica  | Stadion Esp, Baden Zuschauer: 800 Schiedsrichter: Baeriswyl |

| 15. Oktober 2011, 18:00 Uhr 2. Runde | FC Winterthur                      | 2:0            | SC Brühl St. Gallen | Stadion Schützenwiese, Winterthur Zuschauer: 1'500 Schiedsrichter: Laperrière |
| 15. Oktober 2011, 18:00 Uhr 2. Runde | Antic 14′ Sereinig 43′ Lüscher 62′ | Spieltelegramm | 23′ Bellón          | Stadion Schützenwiese, Winterthur Zuschauer: 1'500 Schiedsrichter: Laperrière |

| 27. November 2011, 14:30 Uhr Achtelfinal | FC Winterthur                                       | 2:1 n. E.      | BSC Young Boys                                                                        | Stadion Schützenwiese, Winterthur Zuschauer: 6'000 Schiedsrichter: Wermelinger |
| 27. November 2011, 14:30 Uhr Achtelfinal | Iten 30′ Bengondo 46′ Lüscher Iten Llumnica Lenjani | Spieltelegramm | 38′ Nef 63′ Degen 73′ Zverotic 83′ Ojala 105′ Farnerud Spycher Raimondi Degen Nuzzolo | Stadion Schützenwiese, Winterthur Zuschauer: 6'000 Schiedsrichter: Wermelinger |

| 21. März 2012, 19:30 Uhr Viertelfinal | FC Winterthur                                                | 3:2 n. E.      | FC St. Gallen                                                          | Stadion Schützenwiese, Winterthur Zuschauer: 8'400 Schiedsrichter: Klossner |
| 21. März 2012, 19:30 Uhr Viertelfinal | Radice 26′ Bengondo 82′ Zuffi Bengondo Iten Lenjani Sereinig | Spieltelegramm | 17′ 55′ Mathys 19′ Sutter Scarione Modou Montandon Muntwiler Regazzoni | Stadion Schützenwiese, Winterthur Zuschauer: 8'400 Schiedsrichter: Klossner |

| 15. April 2012, 14:00 Uhr Halbfinal | FC Winterthur                                       | 1:2            | FC Basel                                            | Stadion Schützenwiese, Winterthur Zuschauer: 8'500 Schiedsrichter: Bieri |
| 15. April 2012, 14:00 Uhr Halbfinal | Bengondo 43′ Lüscher 68′ Kuzmanovic 90+3′ (Penalty) | Spieltelegramm | 26′ Yapi 38′ Streller 65′ F. Frei 89′ 90+4′ A. Frei | Stadion Schützenwiese, Winterthur Zuschauer: 8'500 Schiedsrichter: Bieri |

## Statistik

### Teamstatistik
| Wettbewerb       | Punkte | daheim | daheim | daheim | daheim | daheim | auswärts | auswärts | auswärts | auswärts | auswärts | Total | Total | Total | Total | Total | Tordifferenz |
| Wettbewerb       | Punkte | Sp     | G      | U      | N      | TV     | Sp       | G        | U        | N        | TV       | Sp    | G     | U     | N     | TV    | Tordifferenz |
| ---------------- | ------ | ------ | ------ | ------ | ------ | ------ | -------- | -------- | -------- | -------- | -------- | ----- | ----- | ----- | ----- | ----- | ------------ |
| Challenge League | 53     | 15     | 6      | 4      | 5      | 17:15  | 15       | 9        | 4        | 2        | 27:14    | 30    | 15    | 8     | 7     | 44:29 | +15          |
| Schweizer Cup    | –      | 4      | 3      | 0      | 1      | 8:5    | 1        | 1        | 0        | 0        | 1:0      | 5     | 4     | 0     | 1     | 9:5   | +4           |
| Total            | –      | 19     | 9      | 4      | 6      | 25:20  | 16       | 10       | 4        | 2        | 28:14    | 35    | 19    | 8     | 8     | 53:34 | +19          |

### Saisonverlauf
| Spieltag | 1  | 2  | 3  | 4  | 5  | 6 | 7  | 8  | 9  | 10 | 11 | 12 | 13 | 14 | 15 | 16 | 17 | 18 | 19 | 20 | 21 | 22 | 23 | 24 | 25 | 26 | 27 | 28 | 29 | 30 |
| -------- | -- | -- | -- | -- | -- | - | -- | -- | -- | -- | -- | -- | -- | -- | -- | -- | -- | -- | -- | -- | -- | -- | -- | -- | -- | -- | -- | -- | -- | -- |
| Spielort | H  | A  | H  | A  | H  | A | H  | H  | A  | H  | A  | A  | H  | A  | H  | H  | A  | A  | A  | H  | A  | H  | A  | A  | H  | A  | A  | H  | A  | H  |
| Resultat | N  | U  | N  | S  | N  | S | N  | N  | N  | U  | S  | S  | U  | S  | U  | S  | S  | S  | U  | S  | N  | S  | S  | S  | U  | U  | U  | S  | S  | S  |
| Platz    | 12 | 10 | 12 | 11 | 13 | 9 | 10 | 13 | 13 | 15 | 14 | 11 | 11 | 10 | 10 | 9  | 8  | 6  | 7  | 7  | 8  | 6  | 6  | 5  | 6  | 6  | 6  | 5  | 4  | 4  |

Quelle: Saison-Archiv Challenge League – Detailrangliste 2011/12. Swiss Football League, abgerufen am 26. Dezember 2018.
Legende: Spielort: H = Heim; A = Auswärts. Resultat: S = Sieg; U = Unentschieden; N = Niederlage
Dank dem Entzug der Lizenz von Neuchâtel Xamax in der Super League stiegen schliesslich lediglich die vier letzten Vereine ab, der Elftplatzierte (FC Wohlen) verblieb in der Challenge League.

### Spielerstatistik
| Spieler                | Challenge League | Challenge League | Challenge League | Challenge League | Schweizer Cup | Schweizer Cup | Schweizer Cup | Schweizer Cup | Total    | Total | Total       | Total      |
| Spieler                | Einsätze         | Tore             | Gelbe Karte      | Rote Karte       | Einsätze      | Tore          | Gelbe Karte   | Rote Karte    | Einsätze | Tore  | Gelbe Karte | Rote Karte |
| ---------------------- | ---------------- | ---------------- | ---------------- | ---------------- | ------------- | ------------- | ------------- | ------------- | -------- | ----- | ----------- | ---------- |
| Goran Antic            | 29               | 5                | 5                | 0                | 3             | 1             | 0             | 0             | 32       | 6     | 5           | 0          |
| Patrick Bengondo       | 18               | 6                | 4                | 0                | 3             | 2             | 0             | 0             | 21       | 8     | 4           | 0          |
| Newton Ben Katanha     | 15               | 6                | 3                | 0                | 2             | 0             | 0             | 0             | 17       | 6     | 3           | 0          |
| Mbala Mbuta Biscotte   | 1                | 0                | 0                | 0                | 0             | 0             | 0             | 0             | 1        | 0     | 0           | 0          |
| Sawwas Exouzidis       | 27               | 2                | 6                | 1                | 5             | 0             | 0             | 0             | 32       | 2     | 6           | 1          |
| Luis Frangão           | 7                | 0                | 2                | 0                | 0             | 0             | 0             | 0             | 7        | 0     | 2           | 0          |
| Remo Freuler           | 14               | 2                | 1                | 0                | 1             | 0             | 0             | 0             | 15       | 2     | 1           | 0          |
| Kevin Hediger          | 2                | 0                | 1                | 0                | 0             | 0             | 0             | 0             | 2        | 0     | 1           | 0          |
| Stefan Iten            | 29               | 1                | 5                | 0                | 5             | 0             | 1             | 0             | 34       | 1     | 6           | 0          |
| Kristian Kuzmanovic    | 16               | 3                | 0                | 0                | 2             | 1             | 1             | 0             | 18       | 4     | 1           | 0          |
| Christian Leite        | 28               | 0                | 1                | 1                | 5             | 0             | 0             | 0             | 33       | 0     | 1           | 1          |
| Ermir Lenjani          | 25               | 2                | 5                | 0                | 5             | 0             | 0             | 0             | 30       | 2     | 5           | 0          |
| Isuf Llumnica          | 11               | 1                | 2                | 0                | 3             | 1             | 0             | 0             | 14       | 2     | 2           | 0          |
| Sven Lüscher           | 29               | 4                | 3                | 0                | 5             | 1             | 1             | 0             | 34       | 5     | 4           | 0          |
| Altin Osmani           | 21               | 1                | 0                | 0                | 2             | 0             | 0             | 0             | 23       | 1     | 0           | 0          |
| Luca Radice            | 22               | 0                | 2                | 0                | 4             | 1             | 0             | 0             | 26       | 1     | 2           | 0          |
| Dominik Ritter         | 12               | 0                | 2                | 0                | 2             | 0             | 0             | 0             | 14       | 0     | 2           | 0          |
| Luca Russheim          | 2                | 0                | 0                | 0                | 0             | 0             | 0             | 0             | 2        | 0     | 0           | 0          |
| Patrik Schuler         | 6                | 0                | 1                | 0                | 1             | 0             | 0             | 0             | 7        | 0     | 1           | 0          |
| Daniel Sereinig        | 27               | 5                | 4                | 0                | 5             | 0             | 1             | 0             | 32       | 5     | 5           | 0          |
| Michel Sprunger        | 24               | 4                | 5                | 0                | 5             | 0             | 0             | 0             | 29       | 4     | 5           | 0          |
| Sascha Studer          | 1                | 0                | 0                | 0                | 0             | 0             | 0             | 0             | 1        | 0     | 0           | 0          |
| Raymond Tinner         | 0                | 0                | 0                | 0                | 0             | 0             | 0             | 0             | 0        | 0     | 0           | 0          |
| Josip Uzelac           | 0                | 0                | 0                | 0                | 0             | 0             | 0             | 0             | 0        | 0     | 0           | 0          |
| Murat Ural             | 3                | 0                | 0                | 0                | 2             | 0             | 0             | 0             | 5        | 0     | 0           | 0          |
| Vaso Vasić             | 2                | 0                | 0                | 0                | 0             | 0             | 0             | 0             | 2        | 0     | 0           | 0          |
| Nick von Niederhäusern | 22               | 0                | 4                | 0                | 2             | 0             | 0             | 0             | 24       | 0     | 4           | 0          |
| Luca Zuffi             | 24               | 1                | 4                | 0                | 5             | 0             | 0             | 0             | 29       | 1     | 4           | 0          |